# Villaines-la-Gonais
Villaines-la-Gonais är en kommun i departementet Sarthe i regionen Pays de la Loire i nordvästra Frankrike. Kommunen ligger i kantonen La Ferté-Bernard som tillhör arrondissementet Mamers. År 2022 hade Villaines-la-Gonais 517 invånare.

## Befolkningsutveckling
Antalet invånare i kommunen Villaines-la-Gonais
| Referens: INSEE |